# Lamprima micardi
Lamprima micardi là một loài bọ cánh cứng trong họ Lucanidae. Loài này được Reiche mô tả khoa học năm 1841.